# King of Stonks

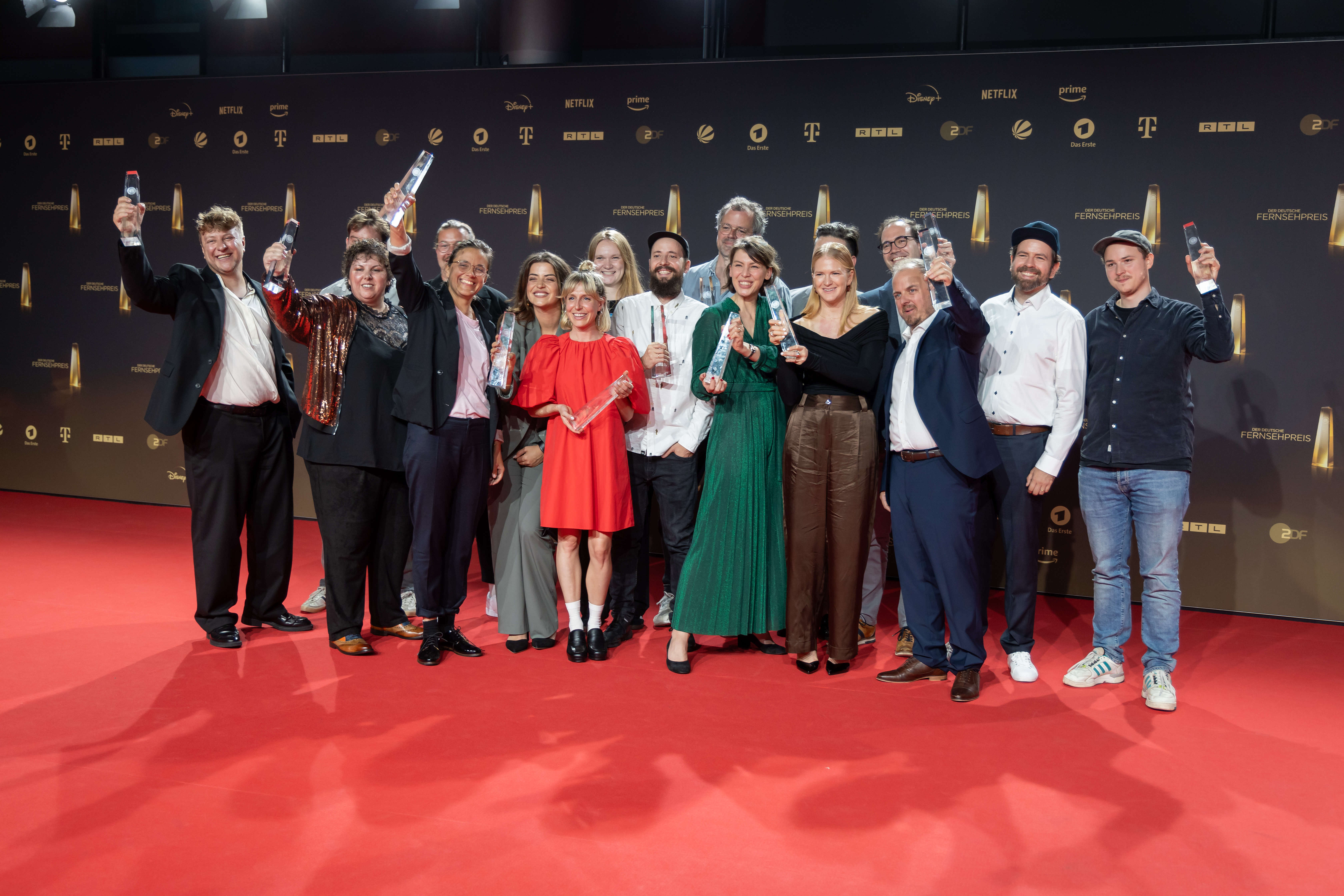
Das Team von King of Stonks beim Deutschen Fernsehpreis 2023

King of Stonks (Arbeitstitel Cable Cash) ist eine deutsche Fernsehserie der bildundtonfabrik mit Thomas Schubert, Matthias Brandt und Larissa Sirah Herden. Regie führten Jan Bonny, Facundo Scalerandi und Isabell Šuba. Produzenten und Showrunner waren Matthias Murmann und Philipp Käßbohrer, der auch als Headautor fungierte. Premiere war am 25. Juni 2022 am Filmfest München in der Sektion Neues Deutsches Fernsehen. Auf Netflix wurde die Serie am 6. Juli 2022 veröffentlicht. Wie bereits bei der ersten Netflix-Serie der bildundtonfabrik How to Sell Drugs Online (Fast) ist auch diese Serie inspiriert von realen Ereignissen.

## Handlung
Felix Armand ist ein 30 Jahre alter IT-Manager, der kurz davor steht, den Höhepunkt seiner Karriere zu erreichen. Mit dem Börsengang der in Düsseldorf sitzenden Fintech-Firma CableCash AG soll Felix von seinem Boss Magnus Cramer endlich auf großer Bühne zum Co-CEO ernannt werden.
Doch kurz bevor es so weit ist, drohen schlechte Nachrichten diese Pläne zu durchkreuzen. Der Journalist Tom Wieland nämlich hat enthüllt, dass CableCash die Online-Zahlungen eines Porno-Imperiums abwickelt, das durch seine Verwicklungen in kriminelle Geschäfte verrufen ist. Nicht nur Felix‘ Aufstieg ist in Gefahr, sondern auch die Zukunft der gesamten Firma.
Obwohl es Felix tatsächlich gelingt, ein Desaster zu vermeiden, verweigert ihm Magnus letztlich die versprochene Beförderung zum Co-CEO. Als Boss ist er überzeugt davon, dass die Welt nur einem Tech-Guru pro Firma huldigen kann. Der Börsengang wird zu einem durchschlagenden Erfolg, doch für Felix hat sich alles verändert. Magnus ist vom Freund und Mentor zu seinem Widersacher geworden, den es zu stürzen gilt. Zunächst aber muss er im Hintergrund dafür sorgen, dass die kriminellen Kontakte der Firma sowohl zur Pornoindustrie als auch zur italienischen Mafia nicht an die Öffentlichkeit kommen. Doch dafür bleibt es nicht aus, neue Deals mit dem Teufel einzugehen. Und natürlich stellt Journalist Tom Wieland seine Nachforschungen nicht ohne weiteres ein.
Unterdessen macht ihm Magnus das Leben mit medienwirksamen Auftritten schwer, die den Aktienkurs nach oben treiben sollen. Dabei geht er sogar so weit, dass er vor der versammelten internationalen Wirtschaftselite beim Global Economic Forum in Genf komplett fingierte Wachstumszahlen präsentiert. Politiker und Wirtschaftsbosse aus der ganzen Welt gehen Deutschlands einzigem FinTech-Startup auf den Leim. Felix schlägt einen Kurswechsel ein und glaubt, dass er die Firma nur retten kann, wenn er Magnus für unzurechnungsfähig erklären lässt. Doch sein Plan scheitert, als seine Assistentin Sascha in fehlgeleiteter Loyalität in der Schweiz ihre Pistole zückt – und damit selbstverständlich einen Skandal auslöst.
Magnus gelingt es, die Negativschlagzeilen rund um CableCash in positive PR zu verwandeln, doch Felix lässt er weiter hinter den Kulissen seine Drecksarbeit erledigen. Dazu gehören immer drastischere Mittel wie Bilanzfälschung und Betrug, um auf einer Asienreise irgendwie die nötigen Beweise für die falschen Wachstumszahlen zu fingieren. Auch dieses Mal scheint Felix Erfolg zu haben, doch realisiert er bald, dass Magnus zusehends auszuticken scheint und ihn sogar bewusst täuscht.
Er beschließt, der Firma den Rücken zukehren und sich zusammen mit seiner neuen Affäre, der geheimnisvollen Sheila, ins Ausland abzusetzen. Doch der Plan eines spektakulären Abgangs scheitert, als er herausfindet, dass Sheila nicht die Person ist, die sie vorgibt, sondern eine professionelle Shortsellerin ist, die von Anfang an auf den Absturz von CableCash spekuliert hat. Felix fühlt sich betrogen und benutzt – und schwenkt auf Rache um. Jetzt will er die Firma doch noch retten und der Welt endgültig zeigen, wer der wahre CEO ist: Felix
Armand.

## Entstehung
Die Dreharbeiten fanden unter anderem in Köln und Düsseldorf statt. Produziert wurde die Serie von der deutschen bildundtonfabrik (Geschäftsführer und Showrunner Matthias Murmann und Philipp Käßbohrer, Producerin Judith Fülle). Als Executive Producer war auch der Regisseur Jan Bonny zusammen mit Philipp Käßbohrer und Matthias Murmann an der Produktion beteiligt. Jan Bonny führte darüber hinaus bei den ersten 3 Folgen Regie. Die Kamera führten Nikolai von Graevenitz, Borris Kehl und Leena Koppe, die Montage verantworteten Rainer Nigrelli, Florian Böttger, Christoph Otto und das Casting Susanne Ritter. Das Kostümbild gestaltete Hannah Leiner, das Szenenbild Julia Maria Baumann, den Ton Michael Arens, das Sound-Design Kai Holzkämper, Andrew Mottl, Janis Ahnert, Hardy Haufe, Laura Thiem und das Maskenbild Peggy Lilkendey, Marcus Michael und Benjamin Wendl.
In Nebenrollen sind zu sehen:
- Sophia Burtscher: Alex Eriksson
- Altine Emini: Sascha Renzel
- Thekla Viloo Fliesberg: Steffi
- Andreas Döhler: Tom Wieland
- Kais Setti: René Lückenroth
- Eva Löbau: Desirée Maletzki
- Bibiana Beglau: Ariane Cramer
- Maryam Zaree: Eva Maiwald
- Mehmet Ali Salman: Fabian Hermann
- Uschi Glas: Genevieve
- Wilson Gonzalez Ochsenknecht: Till Hermann
- Roozbeh Farhangmehr: Rooz
- Julian Sark: Marco
- Johanna Orsini-Rosenberg: Jutta Katz
- Birgit Linauer: Renate
- Reinhold G. Moritz: Rudolf
- Jean-Luc Bubert: Klaus Mackmann
- Nino Porzio: Vito
- Daniel Seniuk: Thorsten
- Andrei Viorel Tacu: Banker
- Manfred Böll: Hans Ueli
- Steffen Will: Olli
- Sohel Altan Gol: Kommissar (flashback)
- Thomas Rudnick: Leonard
- Jasin Challah: Mike Silver
- Jonas Friedrich Leonhardi: Tontechniker
- Stefan Lampadius: Albert
- Martin Aselmann: Tontechniker
- Alexander Koll: Reporter
- Christian Tramitz: Tony
- Joachim Król: Christian
- Samy Challah: Alexis
- Felicia Chin-Malenski: Janine Lee
- Thomas Perkins: Clay Anderson
- Miriam Fiordeponti: Angela
- Leander Gerdes: Polizist
- Thandi Sebe: Ellen
- Viet Anh Alexander Tran: Simon
- Mi Hae Lee: Narisara
- Anna Larissa Grosenick: Nele
- Errol Shaker: Rick
- Déborah Jo: Julie
- Matthias Breitenbach: Dr. Röbbelen
- David Vormweg: Milo
- Pingting Zang: Yuki
- Lucas Brosch: Kameramann
- Henry Appiah: Security Officer
- Sammy Schrein: Ben
- Atalay Sahinbas: Fan

## Rezeption
Oliver Armknecht vergab auf film-rezensionen.de sieben von zehn Punkten: Die Serie nehme sich auf humorvolle Weise des Wirecard-Skandals an und zeige, mit welcher Dreistigkeit die Leute betrogen. Auch wenn der Informationsgehalt weniger groß sei, zumal die Vorlage nur als Inspiration diene, spiele das gut aufgelegte Ensemble mit viel Einsatz und Vergnügen die individuellen Abgründe aus.
Susanne Rakowitz bezeichnete die Serie in der Kleinen Zeitung als gelungene Satire, die offenlege, welche Märchen einem in diesem Zirkus namens Techbranche gerne verkauft würden. Matthias Greuling von der Wiener Zeitung nannte die Serie als deutsches Mixtape aus Wolf of Wall Street und The Big Short, das sich stilistisch bei diesen Vorbildern gehörig Material herauspicke. Dank des blendenden Ensembles sei die deutsche Version spannend, rund und gefällig.
Claudia Panster vom Handelsblatt befand, dass die schnell erzählte Serie von Regisseur Jan Bonny großartig umgesetzt und von Thomas Schubert und Matthias Brandt grandios gespielt sei. Der Titel zeuge in doppeltem Sinne von Kreativität und Feinsinnigkeit, stehe das Kunstwort für den englischen Begriff Stocks (Aktien) und mit seiner bewusst falsch gewählten Schreibweise für finanzielle Fehlgriffe. Zum anderen erinnere Stonks nicht ganz zufällig auch an Schtonk!, eine der bekanntesten Betrugsgeschichten des deutschen Films.
Fabian Riedner schrieb auf Quotenmeter.de, dass die Serie zu den besten Serien des Jahres gehöre und ein würdiger Nachfolger von How to Sell Drugs Online (Fast) sei. Die Satire um Wirecard und schließlich auch um CableCash funktioniere allerdings nur, wenn die Originalgeschichte bekannt ist. Auch merke man der Serie an, dass nach dem Pilotfilm das Budget massiv zusammengestrichen wurde.

## Auszeichnungen und Nominierungen
Filmfest München 2022
- Auszeichnung mit dem Bernd Burgemeister Fernsehpreis in der Kategorie Beste Serie (Philipp Käßbohrer, Matthias Murmann, Jan Bonny und Judith Fülle)[10][11]

Preis der Deutschen Akademie für Fernsehen 2022
- Nominierung in der Kategorie Schauspieler – Hauptrolle (Thomas Schubert)[12]
- Auszeichnung in der Kategorie Casting (Susanne Ritter)[13]

Romyverleihung 2023
- Nominierung in der Kategorie Beliebtester Schauspieler Serie/Reihe (Thomas Schubert)[14]

Deutscher Schauspielpreis 2023
- Nominierung in der Kategorie Komödiantische Rolle (Matthias Brandt)[15]

Deutscher Fernsehpreis 2023
- Auszeichnung in der Kategorie Beste Comedy-Serie[16]
- Nominierung in der Kategorie Bester Schauspieler (Matthias Brandt)
- Nominierung in der Kategorie Bester Schauspieler (Thomas Schubert)
- Nominierung in der Kategorie Bestes Buch Fiktion (Philipp Käßbohrer, Jan Eichberg, Mats Frey, Fabienne Hurst)
- Auszeichnung in der Kategorie Bester Schnitt/Montage Fiktion (Rainer Nigrelli, Florian Böttger, Christoph Otto)

Quotenmeter-Fernsehpreis 2023
- Nominierung in der Kategorie Bester Hauptdarsteller einer Serie oder Reihe (Thomas Schubert)[17]
- Nominierung in der Kategorie Beste Hauptdarstellerin einer Serie oder Reihe (Shelia Williams)
- Nominierung in der Kategorie Bester Nebendarsteller einer Serie oder Reihe (Christian Tramitz)
- Nominierung in der Kategorie Bester Nebendarsteller einer Serie oder Reihe (Jasin Challah)
- Nominierung in der Kategorie Beste Nebendarstellerin einer Serie oder Reihe (Bibiana Beglau)
- Nominierung in der Kategorie Beste Nebendarstellerin einer Serie oder Reihe (Uschi Glas)